# Siobhan Walker
Siobhan Walker (1993) è una giocatrice di football americano britannica, che gioca come wide receiver per le London Warriors..
Nel 2021 ha fatto parte delle Phoenix Red Tails della WFLA.